# 緑風観光
緑風観光株式会社（りょくふうかんこう）は、大阪府で貸切観光バス事業を行っている企業である。
以前は「大阪はとバス」の愛称を使用しており、観光バスの側面には鳩のイラストと「OSAKA HATOBUS」のロゴが入っていたが、現在はロゴは消されている。東京のはとバスとの資本関係はない。
バス事業以外では、岐阜県でスキー場を経営している。以前は北海道でもレジャーランド、遊覧船、スキー場、鉱業所などを運営していた。

## 沿革
- 1951年12月13日 - 大阪観光興業（株）として設立。旅館を経営
- 1954年12月9日 - 貸切観光バス事業認可
- 1955年1月31日 - 大阪緑風観光（株）に商号変更
- 1972年11月7日 - 国内旅行事業認可
- 1976年10月14日 - 貝化石灰石灰事業開始
- 1978年（月日不詳）- 北海道釧路市の内外鉱業（1977年破産）より中頓別町の豊泉鉱業所を継承[1]
- 1982年7月31日 - いなせレジャーランドの事業を継承
- 1986年12月14日 - ビラオスキー場オープン
- 1989年7月1日 - 屈斜路湖遊覧船事業認可
- 1991年10月1日 - 釧路支店開設
- 2003年9月10日 - 飛騨支店開設
- 2005年12月13日 - スターシュプール緑風リゾートひだ流葉オープン
- 2008年9月10日 - 吹田市千里丘に車庫を移転・開設
- 2013年10月1日 - 茨木市彩都に車庫を移転・開設
- 2014年4月1日 - 緑風観光（株）に商号変更
- 2018年2月4日 ‐ 堂島に本社を移転
- 2021年9月13日-箕面市船場西に本社を移転
- 2021年10月1日-愛知県江南市に緑風観光株式会社愛知営業所を開設
- 2022年7月1日-箕面市粟生外院に車庫を移転・開設

## 事業所の所在地
- 本社
  - 大阪府箕面市船場西2丁目2番1号　ニューエリモビル8Ｆ
- コアステーション（車庫）
  - 大阪府茨木市彩都やまぶき5丁目1番33号

## 車両
観光バスはほぼ日産ディーゼル車（現：UDトラックス）を使用。
他に三菱ふそう車、いすゞ車、日産・シビリアンを保有。なお、日野車は藍野大学向けに数台みられる程度である。

## レジャー施設の所在地
- スターシュプール緑風リゾートひだ流葉（飛騨支店）
  - 岐阜県飛騨市神岡町伏方150番地